# Treibball

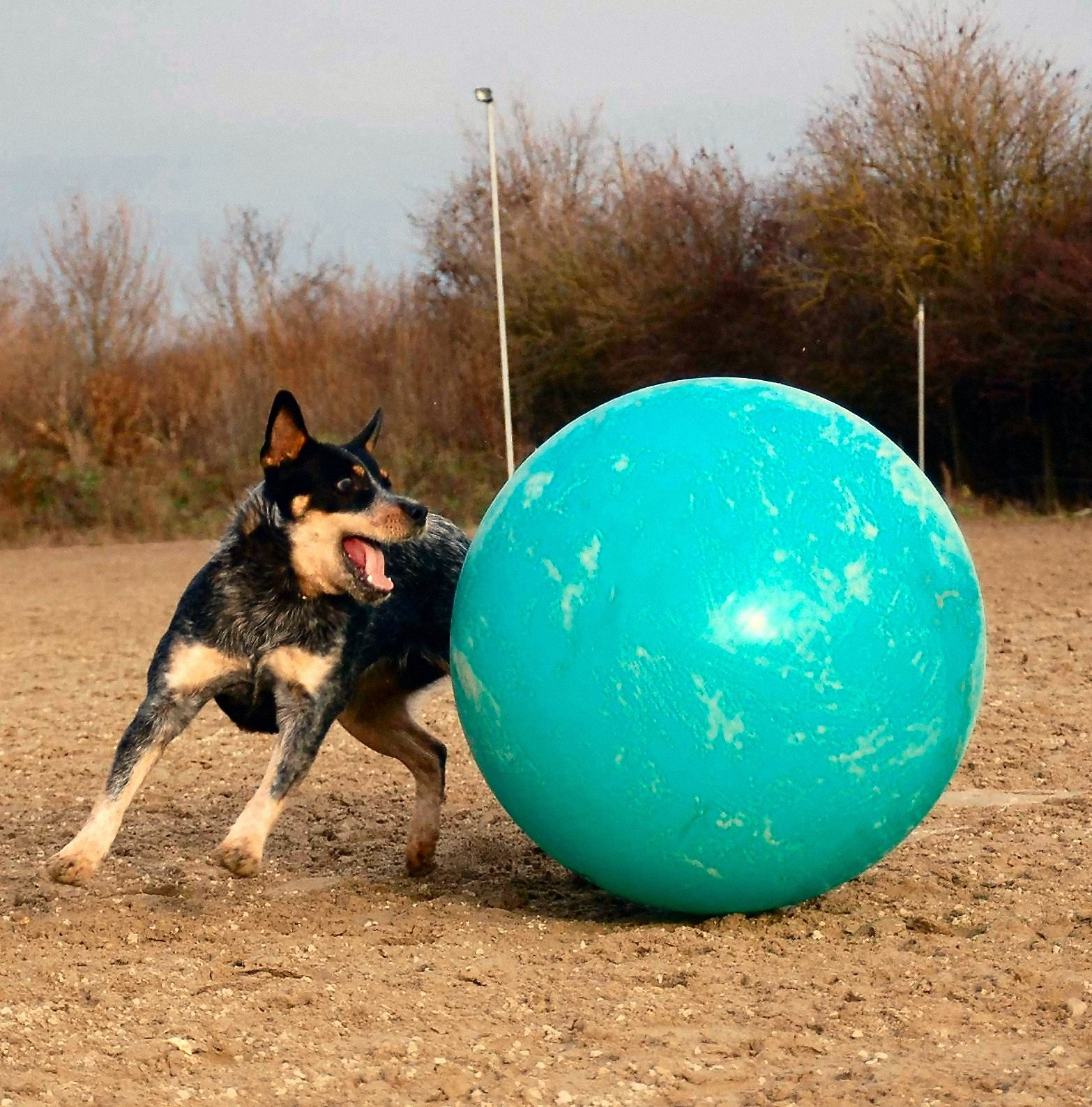
En australian cattle dog som tävlar i treibball.

Treibball (tyska: treiben - valla, Ball - boll) är en relativt ny hundsport där hunden vallar bollar in i ett mål. Sporten uppfanns av hundtränaren och författaren Jan Nijboer och lanserades i Tyskland 2003. Första treibball-kursen i Sverige hölls 2007.
Sporten går ut på att hunden "vallar" (genom att putta framför sig) bollar (typ pilatesboll) i mål med hjälp av förarens dirigering. Föraren står vid målet och får inte lämna detta under arbetet (tävlingsutförande). Ekipage som har gott samarbete och håller en positiv attityd ges extra poäng. 

## Tävlingsform
På tävling läggs olika antal bollar ut på olika sätt beroende på klass. Bollarna ska hämtas en efter en, oftast i en särskild ordning. Ekipaget har 15 minuter på sig, men oftast tar det bara 2-3 minuter att få in samtliga bollar. Man delar även in hundarna i klasser efter hundtyp och ålder på hunden (junior, vuxen & veteran).

## Andra varianter
Det finns lite olika varianter på treibball och det behöver inte alls vara klassindelat så som det är beskrivet ovan utan man kan göra på andra sätt. Ett vanligt sätt är att man (liksom i fårvallning) har "grindar" som hunden ska ta bollen igenom på sin väg till målet. Det blir som en bana där hund och förare måste vara väldigt samspelta för att ta sig igenom och även här går det att variera svårighetsgraden.